# Udo Seifert
Udo Seifert (* 1959) ist ein deutscher theoretischer Physiker. Er ist Professor für theoretische Physik an der Universität Stuttgart.

## Leben
Udo Seifert studierte Physik an der Ludwig-Maximilians-Universität München und  erwarb 1985 das Diplom. 1989 wurde er bei Herbert Wagner in theoretischer Physik promoviert. Es folgten Positionen an der Simon Fraser University, am Forschungszentrum Jülich sowie am Max-Planck-Institut für Kolloid- und Grenzflächenforschung. 1997/1998 war er Gastprofessor an der Universität Essen. Seit 2001 ist er Professor für theoretische Physik an der Universität Stuttgart.
Seiferts Arbeitsgebiet ist die Statistische Physik, insbesondere die Stochastische Thermodynamik.